# Федерико II Сицилиански
Федерико II (III) (на сицилиански: Fidiricu II, на италиански: Federico II; * 13 декември 1272, Барселона; † 25 юни 1337, Патерно) – регент от 1291 г., а от 1295 – крал на Сицилия от Барселонската (в Сицилия – Арагонска) династия.

## Произход
Той е трети син на краля на Арагон и Сицилия Педро III и на Констанца Сицилианска. Брат е на Изабела Португалска (1271 – 1336), Хайме II Арагонски (1267 – 1327) и Алфонсо III Арагонски (1265 – 1291).

## Крал на Сицилия

### Възкачване на престола
Сицилианците отказват да признаят договора от Анани, сключен зад гърба им и поставящ ги под властта на французите. Федериго при поддръжка на сицилианското съсловие отхвърля договора от Анани. На 12 декември 1295 година приема титула управител на Сицилия. На 15 януари 1296 година сицилианският парламент в Катания провъзгласява Федериго за крал. На 25 март същата година е коронясан в катедралата в Палермо.

### Последващи войни
През 1313 година, в разгара на конфликта между неаполитанския крал Робер Неаполитански и император Хайнрих VII, Федерико II се прехвърля в Калабрия и превзема Реджо, насочва флота си към бреговете на Тоскана на помощ на императора. След смъртта на Хайнрих VII, Федерико II остава сам срещу Неапол, като след продължителна война страните, се помиряват през 1317 година.
Федерико II продължава да поддържа гибелините в Северна Италия и конфискува за това доходите на църквата, събрани в Сицилия. В отговор папа Йоан XXII отлъчва Федерико от църквата през 1321 година и налага интердикт на Сицилия (1321 – 1335). Войната между Сицилия и Неапол се възобновява. Приемникът на Йоан XXII, Бенедикт XII, отменя интердикта и иска примирение между съперниците. След неудачни преговори войната се възобновява.
В разгара на войната на 25 юни 1337 година Федериго II умира в Пантерно, недалеч от Катания. Той е погребан в катедралата в Катания.

## Брак и потомство
На 17 май 1302 г. се жени за Елеонора Анжуйска (1289 – 1341), дъщеря на краля на Неаполитанско кралство Карл II Анжуйски и на унгарската принцеса Мария Арпад, дъщеря на унгарския крал Ищван V. Имат девет деца:
1. Педро (1304 – 1342), крал на Сицилия (официално – Тринакрия) от 1337
2. Роджер (* 1305)
3. Манфред (1306 – 1317), херцог на Атина и Неопатрия
4. Констанция Сицилианска, кралица на Кипър и царица на Киликия, съпруга на Левон IV
5. Елизабета Сицилийска (1310 – 1349), от 1328 г. омъжена за баварския херцог Стефан II
6. Гулелмо (Вилхелм) (1312 – 1338), княз на Таранто, херцог на Атина и Неопатрия
7. Джовани Рандацо (1317 – 1348), граф Рандацо, херцог на Атина и Неопатрия, регент на Сицилия от 1338 г. при Педро II и Луи (крал Сицилия)
8. Катерина (1320 – 1342)
9. Маргарет (1331 – 1360), от 1348 г. в брак с пфалцграф Рудолф II.